# Boulevard du Midi (Rouen)
Pour les articles homonymes, voir Boulevard du Midi.
Le boulevard du Midi est une voie publique de la commune de Rouen.

## Situation et accès
Le boulevard du Midi est situé à Rouen.